# Eooxylides siberutica
Eooxylides siberutica är en fjärilsart som beskrevs av Riley 1945. Eooxylides siberutica ingår i släktet Eooxylides och familjen juvelvingar. Inga underarter finns listade i Catalogue of Life.